# Severina Vučković
Severina Vučković (IPA: [sɛʋɛrǐːna ʋût͡ʃkɔʋit͡ɕ]) (Spalato, 21 aprile 1972) è una cantante e attrice croata.
Anche se non è molto conosciuta a livello internazionale, oltre che in Croazia, è famosissima in tutti i paesi dell'Ex Jugoslavia. Severina è sicuramente la cantante che ha ottenuto il maggior successo nella storia della musica croata.
Durante la sua carriera, la Vučković ha cambiato molte volte il suo stile musicale. Le sue canzoni contengono vari generi musicali: rock, pop, dance, musica tradizionale della Dalmazia, ritmi classici come il valzer e il tango, musica spagnola e zingara, musica folk.

## Gli anni ottanta
Fin da bambina nutriva una passione per la musica e per il palcoscenico. Nel 1982, all'età di dieci anni, conquista il primo posto al Prvi pljesak (Primo applauso), concorso per cantanti dilettanti che offriva ai giovani interpreti la possibilità di farsi conoscere al pubblico e far vedere le proprie qualità.
Subito dopo questo piccolo esordio entra a far parte del KUD Mosaik di Spalato, Società per l'arte e per la cultura. Questa società riunisce molti ragazzi e ragazze di Spalato con lo scopo di insegnare loro a cantare, a ballare e a suonare vari strumenti. Lo spiritus movens del KUD Mozaik è Lepa Smoje ed è grazie a lei che Severina Vučković apprende in fretta le arti del mestiere tant'è che all'età di 13 anni le viene assegnato il ruolo di Karmela nel musical Frane Štrapalo. Frane Štrapalo è stato il primo musical interpretato da bambini e ragazzi in Jugoslavia; i ruoli principali vennero recitati da lei nel ruolo di Karmela e da Toni Kesić nel ruolo di Frane.
Durante gli anni ottanta Severina Vučković gareggia in molti festival per bambini, come Daruvarski susreti e Studentsko ljeto dove regolarmente viene premiata. Entra a far parte della band Treća smjena all'età di 15 anni. La band si esibiva per lo più sui terrazzi di vari alberghi nei pressi di Spalato. La sua prima canzone da solista Proljeće venne scritta da Zdenko Runjić, famoso compositore e musicista croato, quando la cantante aveva 16 anni.
Nel 1989 partecipa al festival radiofonico Demo X che veniva regolarmente organizzato per tutto il corso degli anni ottanta da Radio Zagreb. Cantanti dilettanti gareggiavano con un unico scopo: vincere il primo premio, ovvero ottenere la possibilità di incidere il primo disco. Quell'anno Bahrija Golubović, presidente della giuria, le assegna il primo premio ottenendo così la possibilità di incidere il suo primo disco all'età di 17 anni. Vince il festival Demo X con la canzone Sklopi oči muzika dok svira. Con la stessa canzone quell'anno vince il premio del pubblico al Zagrebfest.

## 1990 il primo album
Il suo primo album, intitolato semplicemente Severina, esce nel 1990. Il disco viene pubblicato dalla casa discografica Orfej - Radiotelevizija Zagreb. Nello stesso anno partecipa al Splitski Festival con la canzone Vodi me na ples.
Nello stesso anno si trasferisce a Zagabria dove diventa conduttrice della trasmissione musicale Top Cup sulla rete nazionale, Hrvatska radiotelevizija (Radiotelevisione Croata). Nel 1991 doveva partecipare per il secondo anno consecutivo al Splitski Festival con la canzone Na punti Marjana ma a causa dello scoppio della guerra in Croazia il festival non viene svolto.

## 1992 - 1998: Severina, Dalmatinka, Trava zelena, Moja stvar, Djevojka sa sela
Con lo scoppio della guerra in Croazia nel 1991 Severina aderisce al Hrvatski Band Aid. Hrvatski Band Aid è tutt'oggi una band della quale fanno parte quasi tutti i cantanti croati. Lo scopo della band era cantare canzoni contro la guerra, canzoni sulla pace e sulla solidarietà nazionale. Durante l'incisione della canzone Moja domovina, Severina viene notata da Zrinko Tutić, famoso compositore croato. Oltre alla canzone Moja domovina insieme al Hrvatski Band Aid canta anche Kad bi svi, canzone realizzata per i bambini.
Zrinko Tutić all'epoca lavorava con Tatjana Matejaš Tajči la quale però decide di abbandonare la Croazia e di proseguire gli studi negli USA. Severina quindi prende il posto di Tajči e nel 1992 incide il suo secondo album intitolato di nuovo Severina. Severina quell'anno firma il contratto discografico con la casa discografica Tutico della quale Tutić è il proprietario.
Nel 1993 Severina pubblica il suo terzo album, Dalmatinka, l'album è caratterizzato da uno stile musicale tipico delle canzoni popolari della Dalmazia. Nel 1993 Severina realizza il suo primo tour in Croazia intitolato semplicemente Dalmatinka. Il tour dura per tutto l'anno e prosegue anche durante il 1994.
Nel 1995 viene pubblicato il quarto album di Severina intitolato Trava zelena. Severina in questo album passa ad un genere musicale pop e dance.
Nel 1996 Severina pubblica il suo quinto album, Moja stvar. Severina ritorna ad uno stile rock. Durante il lavoro per la creazione dell'album Moja stvar cominciano gli screzi tra Severina e Zrinko Tutić.
Nel 1997 partecipa al Neum Etnofest con la canzone Ribar plete mrižu svoju, una vecchia canzone popolare della Dalmazia che Severina per quell'occasione canta con un nuovo arrangiamento.
Nel 1998 esce l'ultimo studio album di Severina sotto l'etichetta della Tutico. Infatti quell'anno scade il contratto firmato nel 1992 da Severina per la Tutico. Il nuovo album, sesto per ordine, intitolato Djevojka sa sela ottiene un successo senza pari e Severina diventa la più grande star del momento.
Nel 1999 la Tutico pubblica il primo live album di Severina Paloma nera uživo.

## 1999 - 2004: Ja samo pjevam, Pogled ispod obrva, il tour Virujen u te, Karolina Riječka
Nel 1999 Severina incide un duetto di grande successo con Amir Kazić Leo intitolato Kreni. Nello stesso anno incide un altro duetto con il duo Kvartet Gorgonzola intitolato Jemala sam dragoga. Con questa canzone Severina e il duo Kvartet Gorgonzola partecipano al Neum Etnofest. La canzone è cantata in dialetto dell'isola di Curzola, da dove provengono i cantanti del duo Vinko Didović e Sandro Bačić.
Nell'estate del 1999 Severina partecipa al festival Melodije Hrvatskog Jadrana con la canzone Da si moj.
Nell'autunno del 1999 partecipa al festival Zlatne žice Slavonije con la canzone Cvate šafran bijeli conquistando il primo posto. La canzone è scritta da Zdravko Šljivac membro del gruppo Gazde.
Nel 1999 firma il contratto discografico con la Croatia Records, la casa discografica più grande in Croazia e pubblica il suo settimo album Ja samo pjevam. L'album riscuote un enorme successo. La popolarità di Severina è inarrestabile, riceve moltissimi premi quell'anno.
Nel 2000 partecipa con la canzone Daj mi daj al festival Dora, izbor za pjesmu Eurovizije; anche se è arrivata ottava, la canzone riscuote un grandissimo successo.
Nello stesso anno continua la collaborazione tra Severina e il gruppo Sarr e Roma, incidono un duetto intitolato Tuđa sreća. La canzone è caratterizzata da uno stile folk della Slavonia e viene suonata con la tamburica.
Nell'estate del 2000 partecipa per il secondo anno consecutivo al festival Melodije Hrvatskog Jadrana con la canzone Ajde ajde zlato moje scritta da Đorđe Novković.
Nel 2001 esce l'ottavo album di Severina intitolato Pogled ispod obrva. Severina è l'autrice di molte canzoni e testi di questo album. Per la realizzazione del disco lavora anche con Đorđe Novković il quale aveva già lavorato con Severina sulle canzoni Da si moj e Ajde ajde zlato moje. L'album Pogled ispod obrva viene acclamato come il miglior album di Severina. Con la canzone Virujen u te Severina partecipa per il terzo anno consecutivo al festival Melodije Hrvatskog Jadrana dove vince tutti i premi, sia della critica sia del pubblico. Già dopo tre mesi dalla data di uscita dell'album Pogled ispod obrva Severina riceve il disco d'oro. Il successo inarrestabile di Severina, ormai da tutti chiamata Seve Nazionale, culmina con il tour Virujen u te che inizia nel 2001 e finisce nel 2002. Severina non solo diventa la più grande star del momento in Croazia ma anche nei paesi dell'Ex Jugoslavia. I concerti più importanti del tour furono quelli a Sarajevo nella sala da concerto Zetra, a Spalato al palasport Gripe e al Palasport di Zagabria.
Nel 2002 Severina passa alla Dallas Records e nello stesso anno pubblica il secondo live album e il suo primo intitolati ambedue Virujen u te (najbolje uživo). Il DVD è il filmato del concerto tenutosi il 13 dicembre 2001 al Palasport di Zagabria. Al concerto c'erano più di 10.000 persone. Durante il concerto Severina cambia spesso abito ma il cambio più noto è lo striptease fatto prima della canzone Mili moj.
Nel 2002 Severina e Boris Novković incidono il duetto Ko je kriv. Nello stesso anno la Croatia Records pubblica il primo best of album intitolato 18 velikih hitova. Nello stesso anno Severina partecipa all'Hrvatski radijski festival (Festival della radio croata) con la canzone Vrati se pod hitno.
Nel 2003 Severina e Lana Jurčević incidono il duetto Rođena da budem prva, la canzone entra subito nella HR TOP 20, top lista nazionale croata. Della canzone non viene realizzato il video musicale per via degli impegni di Severina a teatro.
Nel 2003 Severina decide di avviare la carriera di attrice. Riceve il ruolo principale nel pezzo teatrale Karolina Riječka nel teatro nazionale Hrvatsko narodno kazalište Ivana plemenita Zajca di Fiume, dove interpreta il ruolo di Karolina Belinić, mentre il ruolo principale maschile viene recitato da Galiano Pahor nel ruolo dell'Ammiraglio. Regista e direttore artistico del pezzo è Lary Zappia. Fino allora non si è mai sollevato un polverone di polemiche così grande nel mondo del teatro, infatti molti critici ritengono che Severina non è all'altezza di recitare in teatro e che è stata scelta soltanto per motivi economici, poiché la famosa cantante avrebbe attirato a teatro molta gente. Ma Severina sorprende tutti, recita il suo ruolo magnificamente e riceve le migliori critiche.

## 2004 - 2006: Severgreen, teatro, cinema, il tour Karlovačko live
Dopo una lunga pausa nella quale la cantante si era ritirata a vita privata, torna sulle scene alla fine del 2004 con il singolo Bojate bane buski. Sul CD singolo Bojate bane buski si trova anche un cortometraggio intitolato Gdje je nestala Slovenija? dove Severina interpreta il ruolo di Veronika Rupčić, giornalista televisiva. Regista del film è Predrag Ličina. Il film ha un carattere ironico e viene girato poco prima dell'adesione della Slovenia all'Unione Europea.
Verso la fine del 2004 esce l'album Severgreen. Malgrado l'impegno della cantante per la promozione del suo nuovo album, Severgreen non riscuote un notevole successo per via dello scandalo pornografico in cui era stata coinvolta.
Nel 2005 Severina continua la sua carriera di attrice. Ottiene il ruolo principale nel film Duhovi Sarajeva. Il film viene girato a Sarajevo, regista del film è Dejan Radonić e oltre a Severina recitano anche Enis Bešlagić e Davor Janjić.
Nello stesso anno Severina realizza un piccolo tour per presentare il monodramma Čekajući svog čovika. Severina interpreta il ruolo di Mara Tončeva, barista spalatina. Nel monodramma Severina viene accompagnata da una piccola band e canta canzoni da cabaret e canzoni jazz, canta anche la canzone Šta me sad pitaš šta mi je tratta dall'album Severgreen.
Nel 2005 esce solo per il mercato sloveno in edizione limitata la raccolta Severina Cocktail.
Verso la fine del 2005 parte con il gruppo Crvena Jabuka per il tour Katlovačko live. Il tour di grande successo passa per tutte le più grandi città della Croazia.
Nel 2006 la casa discografica City records pubblica per il mercato serbo la terza raccolta dei più di Severina intitolato The Best of Severina.

## 2006: Moja štikla, Eurofestival, il film Pijetlov doručak
Nel 2006 Severina torna a cantare. Partecipa al festival Dora, izbor za pjesmu Eurovizije con la canzone Moja štikla. Severina vince il festival e diventa così il rappresentante croato all'Eurovision Song Contest che quell'anno si è svolto ad Atene. Severina si qualifica dodicesima. La canzone Moja štikla solleva un altro polverone di polemiche perché è semplicemente un ritmo folk serbo. Compositore della canzone è Boris Novković, del testo Severina, mentre l'arrangiamento viene fatto da Goran Bregović. Il testo è altrettanto criticato per la sua banalità. Nonostante tutti i pareri negativi la canzone in breve tempo diventa il più grande tormentone del momento ed entra subito nella HR TOP 20. Nel video musicale della canzone Moja štikla oltre a Severina partecipa anche il gruppo rock Let 3.
Nell'estate dello stesso anno Severina doveva partecipare al Splitski festival con la canzone Moj sokole ma all'ultimo momento si ritira dal concorso per varie critiche negative da parte dei suoi colleghi cantanti. Moj sokole è la versione originale della canzone Moja štikla.
Nell'estate del 2006 viene pubblicato il maxi single Moja štikla/Moj sokole.
A fine estate Severina partecipa al film Pijetlov doručak. La storia del film è stata tratta dal famoso romanzo di Feri Lainšček intitolato appunto Pijetlov doručak. Regista del film è Marko Nabršnik. Severina nel film interpreta sé stessa. Saša Lošić scrive la musica per il film.
Nello stesso autunno del 2006 Severina parte per un tour negli USA e in Canada. Tappe del tour dovevano essere Atlanta, Los Angeles, Vancouver, Chicago, Toronto, Cleveland e New York, città nelle quali vivono molti croati. Tuttavia Severina non realizza neanche un concerto. Il fallimento del tour è da attribuire agli immigrati croati che boicottano i concerti per due motivi. Il primo motivo è l'Arx International, la ditta serba che doveva organizzare il tour, mentre il secondo è la decisione di Severina di cantare in sale da concerto più grandi rispetto alle sale da concerto di dimensioni più ridotte della comunità cattolica croata. Cantando nelle sale da concerto più grandi sarebbero potuti venire tutti gli immigrati dell'Ex Jugoslavia, cosa inaccettabile per gli immigrati croati che arrivarono addirittura a minacciare di morte Severina se avesse tenuto un solo concerto.
Nel dicembre del 2006 la Croatia Records pubblica la serie di raccolte intitolate The Platinum Collection. The Platinum Collection è la raccolta dei più grandi successi di Severina dal 1992 al 2006.

## Discografia

### Album in studio
- 1990 - Severina
- 1992 - Severina
- 1993 - Dalmatinka
- 1995 - Trava zelena
- 1996 - Moja stvar
- 1998 - Djevojka sa sela
- 1999 - Ja samo pjevam
- 2001 - Pogled ispod obrva
- 2002 - 18 velikih hitova
- 2004 - Severgreen
- 2005 - Severina Cocktail
- 2006 - The Best of Severina
- 2006 - The Platinum Collection
- 2008 - Zdravo, Marijo
- 2012 - Dobrodošao u klub
- 2019 - Halo

### Album dal vivo
- 1999 - Paloma nera - uživo
- 2001 - Virujen u te (najbolje uživo!)
- 2010 - Tridesete Uživo
- 2014 - Dobrodošao u klub live

### Singoli
- 1990 -  Vodi Me Na Ples
- 2004 - Bojate bane buski
- 2006 - Moja štikla/Moj sokole
- 2011 - Italiana ft. Ana Bebić
- 2023 - Metak ft. Nucci

### Filmografia
- 2006 - Duhovi Sarajeva

### Album video
- 2002 - Virujen u te (najbolje uživo)

### EP
- 2023 - Sorry

## Filmografia
- 2004 - Gdje je nestala Slovenija?
- 2006 - Pijetlov doručak
- 2006 - Duhovi Sarajeva

## Teatro
- 1985 - Frane Štrapalo
- 2003 - Karolina Riječka
- 2005 - Čekajući svog čovika
- 2007 - Gospoda Glembajevi